# Đo huyết áp

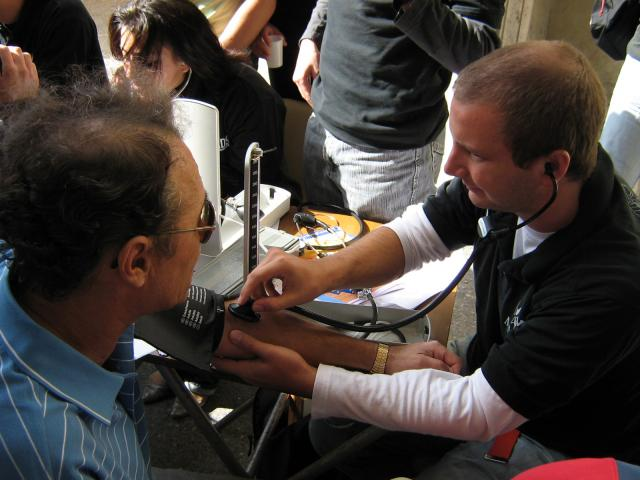
Một sinh viên y khoa kiểm tra huyết áp bằng một máy đo huyết áp và một ống nghe.

Huyết áp động mạch thường được đo bằng máy đo huyết áp, mà trong lịch sử con người đã sử dụng chiều cao cột thủy ngân để làm thước đo phản chiếu áp lực lưu thông tuần hoàn. Các giá trị huyết áp thông thường được thể hiện qua đơn vị milimét thủy ngân (mmHg), mặc dù các thiết bị áp kế và điện tử không chứa thủy ngân trong đó.
Với mỗi nhịp đập của trái tim, huyết áp biến đổi giữa áp lực tâm thu và tâm trương. Huyết áp tâm thu là áp lực đỉnh trong động mạch, diễn ra vào gần cuối chu kỳ tim khi tâm thất co. Huyết áp tâm trương là áp lực thấp nhất trong động mạch, xảy ra vào gần đầu của chu kỳ tim khi tâm thất được đổ đầy máu. Một ví dụ về giá trị huyết áp bình thường đo ở một người lớn khỏe mạnh lúc thư giãn là 120 mmHg (chỉ số huyết áp) tâm thu và 80 mmHg (chỉ số huyết áp) tâm trương (được viết là 120/80 mmHg, và đọc là "một hai mươi trên tám mươi").
Huyết áp tâm thu và huyết áp tâm trương không cố định mà luôn trải qua sự biến thiên tự nhiên từ nhịp đập này đến nhịp đập khác và trong suốt cả cuộc đời (theo một chu kỳ sinh học). Huyết áp thay đổi để đáp ứng lại với stress, các yếu tố dinh dưỡng, thuốc, bệnh tật, luyện tập thể dục thể thao, và ngay cả trong giây phút đổi tư thế như đứng dậy. Đôi khi huyết áp biến đổi rất lớn. Tăng huyết áp đề cập đến áp lực động mạch cao bất thường, trái ngược với hạ huyết áp, khi nó thấp bất thường. Cùng với nhiệt độ cơ thể, nhịp thở và nhịp tim, huyết áp là một trong bốn dấu hiệu sinh tồn chính được theo dõi thường xuyên bởi các bác sĩ, điều dưỡng và những nhân viên chăm sóc sức khỏe.
Đo huyết áp xâm nhập, bằng cách xuyên qua thành động mạch để thực hiện phép đo, ít phổ biến hơn và thường bị hạn chế trong môi trường bệnh viện.